# Jenő Bódi
Jenő Bódi (Nagykőrös, 10 de agosto de 1963) es un deportista húngaro que compitió en lucha grecorromana. Ganó cinco medallas en el Campeonato Europeo de Lucha entre los años 1987 y 1993.
Participó en dos Juegos Olímpicos de Verano, ocupando el cuarto lugar en Seúl 1988 y el quinto lugar en Barcelona 1992.

## Palmarés internacional
| Campeonato Europeo | Campeonato Europeo     | Campeonato Europeo | Campeonato Europeo |
| Año                | Lugar                  | Medalla            | Categoría          |
| ------------------ | ---------------------- | ------------------ | ------------------ |
| 1987               | Tampere (Finlandia)    | Medalla de bronce  | 62 kg              |
| 1988               | Kolbotn (Noruega)      | Medalla de oro     | 62 kg              |
| 1990               | Poznań (Polonia)       | Medalla de plata   | 62 kg              |
| 1992               | Copenhague (Dinamarca) | Medalla de bronce  | 62 kg              |
| 1993               | Estambul (Turquía)     | Medalla de plata   | 62 kg              |